# 新田金山城
新田金山城（にったかなやまじょう）是日本群馬縣太田市中央標高235.8公尺的一座孤峰、沿著整座金山山區建築了一座山城。又稱「太田金山城」、「金山城」。